# فرودگاه بین‌المللی دوربان
فرودگاه بین‌المللی دوربان (به انگلیسی: Durban International Airport) یک فرودگاه نظامی مسافربری است که یک باند فرود سنگفرش دارد و طول باند آن ۲۴۳۹ متر است. این فرودگاه در شهر دوربان کشور آفریقای جنوبی قرار دارد و در ارتفاع ۹ متری از سطح دریا واقع شده است.